# Survivor (Vereinigte Staaten)
Survivor (wörtlich Überlebender) ist eine US-amerikanische Reality-Fernsehserie. Sie basiert auf der 1997 von Charlie Parsons entwickelten schwedischen Serie Expedition Robinson und wurde am 31. Mai 2000 erstmals auf CBS ausgestrahlt. Moderiert wird sie von Jeff Probst, der darüber hinaus auch Koproduzent ist. Mark Burnett, David Burris und der Erfinder der Show Charlie Parsons sind die weiteren Produzenten.

## Konzept
Eine Gruppe von Menschen, die sich vor Beginn der Show persönlich nicht kennen, wird an einem abgelegenen Ort ausgesetzt. Dabei werden die Kandidaten in zwei oder mehr Stämme aufgeteilt und müssen sich selbst und ohne fremde Hilfe um Nahrung, Wasser, Feuer und Unterkunft für ihren jeweiligen Stamm kümmern.
In regelmäßigen Abständen finden Wettkämpfe statt, bei denen man eine Belohnung oder Immunität gewinnen kann. In der ersten Phase des Spiels treten bei diesen Wettkämpfen die Stämme gegeneinander an, wobei nur der siegreiche Stamm die Belohnung bzw. Immunität gewinnt. Letztere ist ganz besonders wichtig, denn am Ende jeder Episode wird ein Mitglied des unterlegenen Stammes beim sogenannten Tribal Council (Stammesrat) von den eigenen Stammeskollegen aus dem Spiel gewählt. In einigen wenigen Fällen mussten Kandidaten das Spiel aber auch aus medizinischen Gründen verlassen, nachdem sie sich verletzt hatten oder krank geworden waren.
Da sich durch die Eliminierungen die Anzahl der im Spiel verbliebenen Individuen kontinuierlich verringert, kommt es in der Endphase zu einem Merge (Vereinigung), und alle Kandidaten werden zu einem einzigen Stamm. Die Wettkämpfe werden ab diesem Zeitpunkt auf individueller Basis ausgetragen und nur eine Person kann dann eine Belohnung und/oder Immunität gewinnen. Am Ende bleiben dann zwei oder drei Spieler übrig. Diese müssen sich dann einer Jury stellen, welche aus den sieben, acht oder neun zuletzt eliminierten Kandidaten besteht. Diese Jury wählt dann aus den verbliebenen Personen den Gewinner, der den Titel Sole Survivor (einziger Überlebender) und eine Million US-Dollar erhält.

## Infos der Fernsehshow in den USA

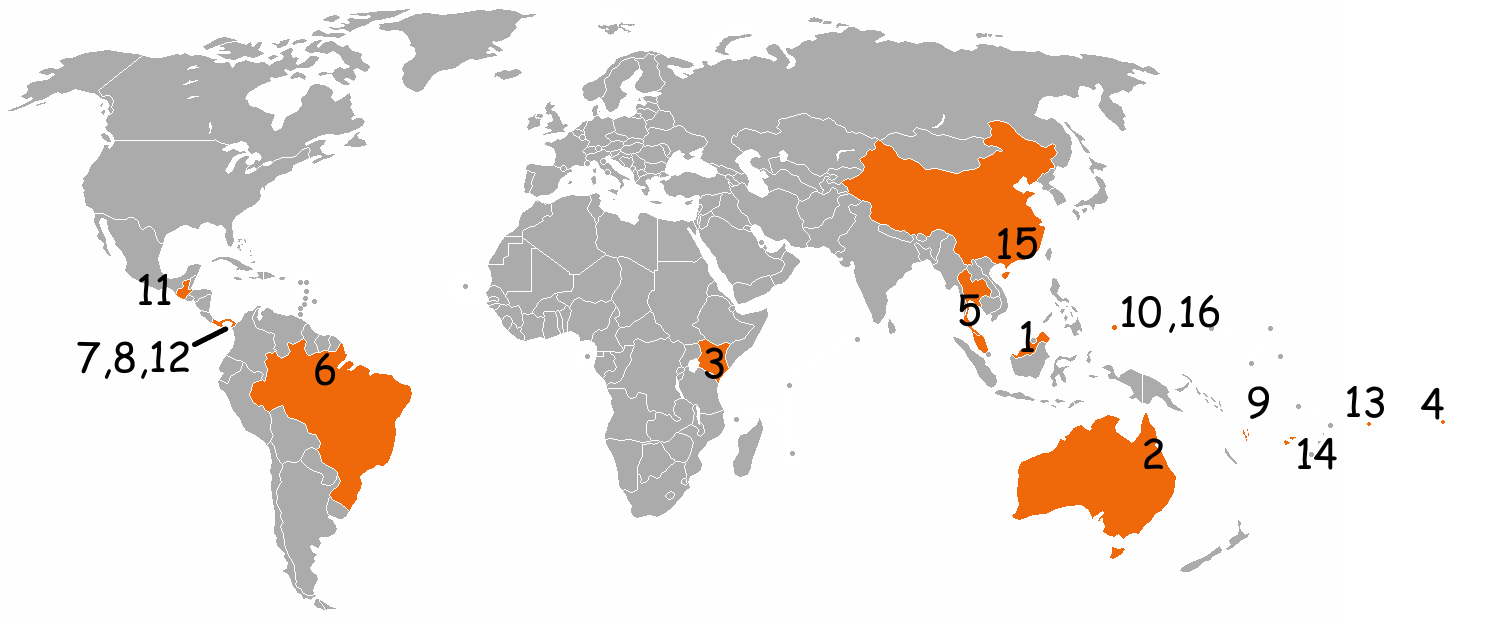
Orte der Staffeln 1–16

Es gibt inzwischen mehrere Varianten von Survivor in verschiedenen Ländern, aber die US-amerikanische ist bei weitem die erfolgreichste. Die ersten elf Staffeln der Serie waren stets unter den zehn meistgesehenen Fernsehsendungen. Survivor gilt als führende Reality-Show in den Vereinigten Staaten, weil sie die erste profitable Sendung in diesem Genre war. Die Serie wurde für mehrere Emmy Awards nominiert und hat in einigen Kategorien auch gewonnen. Jeff Probst hat den Preis in der Kategorie Hervorragender Moderator einer Reality-Sendung vier Mal in Folge gewonnen, seit diese im Jahr 2008 eingeführt wurde.

## Staffelübersicht
| Staffel | Name                                          | Austragungsort                               | Gewinner                                                                                 | Unterlegene Finalisten                                                        | Unterlegene Finalisten                         | Stimmenverteilung | Bemerkungen |
| ------- | --------------------------------------------- | -------------------------------------------- | ---------------------------------------------------------------------------------------- | ----------------------------------------------------------------------------- | ---------------------------------------------- | ----------------- | --- |
| 1       | Survivor: Borneo                              | Pulau Tiga, Kuala Penyu, Sabah, Malaysia     | Richard Hatch                                                                            | Kelly Wigglesworth                                                            | Kelly Wigglesworth                             | 4-3               | Bisher einzige Staffel, deren Gewinner vor Ort bekanntgegeben wurde und nicht in einer späteren Live-Show in den Vereinigten Staaten |
| 2       | Survivor: The Australian Outback              | Herbert River, Queensland, Australien        | Tina Wesson                                                                              | Colby Donaldson                                                               | Colby Donaldson                                | 4-3               | Erste Staffel, bei der ein Kandidat aus medizinischen Gründen evakuiert werden musste. Einzige Staffel deren Aufzeichnung nicht 39, sondern 42 Tage dauerte. |
| 3       | Survivor: Africa                              | Shaba National Reserve, Kenia                | Ethan Zohn                                                                               | Kim Johnson                                                                   | Kim Johnson                                    | 5-2               | Erste Staffel, bei der die Zusammensetzung der Stämme von den Produzenten unangekündigt durchmischt wurde |
| 4       | Survivor: Marquesas                           | Nuku Hiva, Marquesas, Französisch-Polynesien | Vecepia Towery                                                                           | Neleh Dennis                                                                  | Neleh Dennis                                   | 4-3               | Aufgrund eines nicht auflösbaren Unentschiedens bei einem Stammesrat wurde der zu eliminierende Kandidatat per Zufall ermittelt, was Fans der Serie kontrovers sahen. |
| 5       | Survivor: Thailand                            | Tarutao-Nationalpark, Satun, Thailand        | Brian Heidik                                                                             | Clay Jordan                                                                   | Clay Jordan                                    | 4-3               | Erste Staffel mit einer „vorgetäuschten“ Vereinigung der Stämme. Erstmals wurde den Kandidaten die Möglichkeit der Meuterei (Wechsel zum anderen Stamm) angeboten, was aber hier noch von niemandem angenommen wurde. |
| 6       | Survivor: The Amazon                          | Rio Negro, Amazonas, Brasilien               | Jenna Morasca                                                                            | Matthew von Ertfelda                                                          | Matthew von Ertfelda                           | 6-1               | Erstmals wurden die Stämme nach Geschlecht aufgeteilt. Und erstmals gab ein Kandidat gewonnene individuelle Immunität auf. Jenna Morasca gab sie an Heidi Strobel weiter. |
| 7       | Survivor: Pearl Islands                       | Perleninseln, Panama                         | Sandra Diaz-Twine                                                                        | Lillian Morris                                                                | Lillian Morris                                 | 6-1               | Erstmals gab ein Kandidat freiwillig aus nicht-medizinischen Gründen auf (Osten Taylor). Mitten im Spiel wurde ein Stamm von Outcasts eingeführt, also Spieler, die zu diesem Zeitpunkt schon aus dem Spiel gewählt worden waren. Diese hatten die Chance, über einen Wettkampf zurück ins Spiel zu kommen. Lillian Morris, die am Ende den zweiten Platz belegte, war eine dieser Outcasts. |
| 8       | Survivor: All-Stars                           | Perleninseln, Panama                         | Amber Brkich (Survivor: The Australian Outback)                                          | Rob Mariano (Survivor: Marquesas)                                             | Rob Mariano (Survivor: Marquesas)              | 4-3               | Erstmals mit Rückkehrern aus früheren Staffeln ausgetragen. Erste Staffel, die mit 3 Stämmen begann. Die Zuschauer hatten beim Finale die Möglichkeit, per Televoting ihren Lieblingskandidaten zu küren, der dann auch eine weitere Million US-Dollar bekam. Rupert Boneham (Survivor: Pearl Islands) gewann diese Wahl. |
| 9       | Survivor: Vanuatu – Islands of Fire           | Efate, Shefa, Vanuatu                        | Chris Daugherty                                                                          | Twila Tanner                                                                  | Twila Tanner                                   | 5-2               | Erste Staffel mit einem amputierten Kandidaten. |
| 10      | Survivor: Palau                               | Koror, Palau                                 | Tom Westman                                                                              | Katie Gallagher                                                               | Katie Gallagher                                | 6-1               | Erstmals wurden die Kandidaten nicht gleich zu Beginn in Stämme aufgeteilt. Als das dann geschah, blieben zwei Kandidaten übrig, die das Spiel sofort verließen. Der Stamm Koror gewann danach jeden Immunitäts-Wettkampf und reduzierte den Stamm Ulong auf eine Person, die er schließlich übernahm: Stephenie LaGrossa. Ibrehem Rehman war der erste muslimische Teilnehmer bei Survivor. Am 19. Januar 2010 starb Jennifer Lyon an Brustkrebs. Sie ist somit die erste gestorbene Survivor-Teilnehmerin. Einführung der „Exil-Insel“. |
| 11      | Survivor: Guatemala – The Maya Empire         | Yaxha, Petén, Guatemala                      | Danni Boatwright                                                                         | Stephenie LaGrossa (Survivor: Palau)                                          | Stephenie LaGrossa (Survivor: Palau)           | 6-1               | Erstmals traten neue Kandidaten und Rückkehrer in der gleichen Staffel an. Ein Hidden Immunity Idol (in der Landschaft verstecktes Amulett, das dem Finder individuelle Immunität gibt) wurde neu eingeführt und kam seither in jeder Staffel vor. |
| 12      | Survivor: Panama – Exile Island               | Perleninseln, Panama                         | Aras Baskauskas                                                                          | Danielle DiLorenzo                                                            | Danielle DiLorenzo                             | 5-2               | Erste Staffel, die mit 4 Stämmen begann. |
| 13      | Survivor: Cook Islands                        | Aitutaki, Cook-Inseln                        | Yul Kwon                                                                                 | Ozzy Lusth                                                                    | Becky Lee                                      | 5-4-0             | Erste Staffel mit drei Teilnehmern am finalen Stammesrat. Mit zwei Ausnahmen wurde diese Variante seither für jede Staffel beibehalten. Erstmals wurde das Angebot der Meuterei angenommen. Candice Woodcock und Jonathan Penner verließen dadurch ihren Stamm. |
| 14      | Survivor: Fiji                                | Macuata, Vanua Levu, Fidschi                 | Earl Cole                                                                                | Cassandra Franklin                                                            | Dre „Dreamz“ Herd                              | 9-0-0             | Erstmals erhielt der Gewinner alle Stimmen der Jury beim finalen Stammesrat. Bisher einzige Staffel mit einer ungeraden Anzahl an Teilnehmern (19). |
| 15      | Survivor: China                               | Jiujiang, Jiangxi, China                     | Todd Herzog                                                                              | Courtney Yates                                                                | Amanda Kimmel                                  | 4-2-1             | Statt der Exil-Insel gab es „Entführungen“ von Angehörigen des gegnerischen Stammes. Die Entführten erhielten einen Hinweis auf das Versteck des Immunitäts-Amuletts im gegnerischen Lager. Diese Information mussten sie mit zumindest einer Person aus dem entführenden Stamm teilen. Erstmals erhielten drei Kandidaten beim finalen Stammesrat zumindest eine Stimme. |
| 16      | Survivor: Micronesia – Fans vs. Favourites    | Koror, Palau                                 | Parvati Shallow (Survivor: Cook Islands)                                                 | Amanda Kimmel (Survivor: China)                                               | Amanda Kimmel (Survivor: China)                | 5-3               | Ein Stamm von Rückkehrern trat gegen einen Stamm von Fans der Serie an. Die Exil-Insel wurde in veränderter Form wieder eingeführt: Zwei Kandidaten mussten auf die Exil-Insel, je einer aus jedem Stamm. |
| 17      | Survivor: Gabon                               | Estuaire, Gabun                              | Robert „Bob“ Crowley                                                                     | Susie Smith                                                                   | Jessica „Sugar“ Kiper                          | 4-3-0             | Die Serie wurde erstmals in HD gefilmt und ausgestrahlt. |
| 18      | Survivor: Tocantins – The Brazilian Highlands | Jalapão, Tocantins, Brasilien                | James „J.T.“ Thomas Jr.                                                                  | Stephen Fishbach                                                              | Stephen Fishbach                               | 7-0               | Zwei Spieler (einer je Stamm) wurden in jeder Episode auf die Exil-Insel verbannt. Aber nur einer von ihnen bekam einen Hinweis auf das Versteck des Immunitäts-Amuletts. |
| 19      | Survivor: Samoa                               | Upolu, Samoa                                 | Natalie White                                                                            | Russell Hantz                                                                 | Mick Trimming                                  | 7-2-0             | Anstelle der Exil-Insel wählte der Stamm, der den Belohnungs-Wettkampf gewann, einen Angehörigen des eigenen Stammes aus. Dieser nahm nicht an der Belohnung teil, sondern verbrachte die Zeit bis zum Immunitäts-Wettkampf als „Spion“ beim gegnerischen Stamm. Diese Person erhielt auch einen Hinweis auf das Versteck des Immunitäts-Amuletts. |
| 20      | Survivor: Heroes vs. Villains                 | Upolu, Samoa                                 | Sandra Diaz-Twine (Survivor: Pearl-Islands)                                              | Parvati Shallow (Survivor: Cook Islands und Survivor: Micronesia)             | Russell Hantz (Survivor: Samoa)                | 6-3-0             | Sandra Diaz-Twine ist die einzige zweifache Gewinnerin von Survivor. |
| 21      | Survivor: Nicaragua                           | San Juan del Sur, Rivas, Nicaragua           | Judd „Fabio“ Birza                                                                       | Chase Rice                                                                    | Matthew „Sash“ Lenahan                         | 5-4-0             | Das Medaillon der Macht gab dem Stamm, der es besaß, einen Vorteil beim Immunitätswettkampf. Nachdem es aber tatsächlich eingesetzt worden ist, wandert es zum gegnerischen Stamm. |
| 22      | Survivor: Redemption Island                   | San Juan del Sur, Rivas, Nicaragua           | Rob Mariano (Survivor: Marquesas, Survivor: All-Stars und Survivor: Heroes vs. Villains) | Phillip Sheppard                                                              | Natalie Tenerelli                              | 8-1-0             | Redemption Island (dt. etwa: ‚Insel der Rehabilitierung‘) wurde eingeführt. Rob Mariano trat zum vierten Mal bei Survivor an und gewann. |
| 23      | Survivor: South Pacific                       | Upolu, Samoa                                 | Sophie Clarke                                                                            | Benjamin „Coach“ Wade (Survivor: Tocantins und Survivor: Heroes vs. Villains) | Albert Destrade                                | 6-3-0             | Erstmals wurde ein Kandidat (Ozzy Lusth) dreimal innerhalb einer Staffel hinausgewählt, da er zweimal über den erfolgreichen Wettstreit auf Redemption Island ins Spiel zurückkehren konnte. |
| 24      | Survivor: One World                           | Upolu, Samoa                                 | Kimberly Spradlin                                                                        | Sabrina Thompson                                                              | Chelsea Meissner                               | 7-2-0             | Erstmals lebten zwei Stämme von Anfang an im gleichen Lager. Erstmals gab ein gesamter Stamm die gewonnene Immunität ohne Gegenleistung auf. Erstmals bildeten fünf Frauen die „Final Five“, die fünf letzten im Spiel verbliebenen Kandidaten. |
| 25      | Survivor: Philippines                         | Caramoan, Camarines Sur, Philippinen         | Denise Stapley                                                                           | Michael Skupin                                                                | Lisa Whelchel                                  | 6-1-1             | Drei Kandidaten früherer Staffeln, die aus medizinischen Gründen das Spiel verlassen mussten, kehrten zurück: - Michael Skupin (Survivor: Australia – 2. Staffel) - Jonathan Penner (Survivor: Cook Islands – 13. Staffel und Survivor: Micronesia – 16. Staffel) - Russell Swan (Survivor: Samoa – 19. Staffel) |
| 26      | Survivor: Caramoan – Fans vs. Favorites       | Caramoan, Camarines Sur, Philippinen         | John Cochran (Survivor: South Pacific)                                                   | Dawn Meehan (Survivor: South Pacific)                                         | Sherri Biethman                                | 8-0-0             | Ein Stamm von Rückkehrern trat gegen einen Stamm von Fans der Serie an. Dies ist das zweite Mal, dass eine Staffel in diesem Format durchgeführt wird. Davor folgte die 16. Staffel (Survivor: Micronesia - Fans vs. Favourites) diesem Konzept. Erik Reichenbach war bei dieser 16. Staffel ein „Fan“ und ist nun in der 26. ein „Favourite“. |
| 27      | Survivor: Blood vs. Water                     | Palaui, Cagayan, Philippinen                 | Tyson Apostol (Survivor: Tocantins und Survivor: Heroes vs. Villains)                    | Monica Culpepper (Survivor: One World)                                        | Gervase Patterson (Survivor: Borneo)           | 7-1-0             | Ein Stamm mit Kandidaten aus früheren Staffeln tritt gegen einen Stamm mit Verwandten von ebendiesen Rückkehrern an. |
| 28      | Survivor: Cagayan                             | Palaui, Cagayan, Philippinen                 | Tony Vlachos                                                                             | Yung "Woo" Hwang                                                              | Yung "Woo" Hwang                               | 8-1               | Es gab ein spezielles Hidden Immunity Idol, das man im Gegensatz zum normalen Idol NACH dem Verlesen der Stimmen einsetzen konnte. |
| 29      | Survivor: San Juan del Sur                    | San Juan del Sur, Rivas, Nicaragua           | Natalie Anderson                                                                         | Jaclyn Schultz                                                                | Missy Payne                                    | 5-2-1             | Das Konzept von "Blood vs. Water" wird wiederholt, es gibt also neun Paare von Verwandten. Allerdings treten 18 neue Kandidaten an. |
| 30      | Survivor: Worlds Apart                        | San Juan del Sur, Rivas, Nicaragua           | Mike Holloway                                                                            | Carolyn Rivera                                                                | Will Sims                                      | 6-1-1             | Es treten drei Stämme gegeneinander an, die nach sozioökonomischem Status getrennt sind: White Collar (Angestellte), Blue Collar (Arbeiter) und No Collar (Freidenker). |
| 31      | Survivor: Cambodia                            | Koh Rong, Kambodscha                         | Jeremy Collins (Survivor: San Juan del Sur)                                              | Spencer Bledsoe (Survivor: Cagayan)                                           | Tasha Fox (Survivor: Cagayan)                  | 10-0-0            | Es traten 20 Spieler an, die bereits einmal gespielt, aber nicht gewonnen hatten. Die 20 wurden vorher aus 30 Spielern per Zuschauervoting ausgesucht. |
| 32      | Survivor: Kaôh Rōng                           | Koh Rong, Kambodscha                         | Michele Fitzgerald                                                                       | Aubry Bracco                                                                  | Tai Trang                                      | 5-2-0             | Wie in Staffel 28 wurden die Spieler nach den Persönlichkeitsmerkmalen "Brains", "Brawn", "Beauty" unterteilt. |
| 33      | Survivor: Millennials vs. Gen X               | Mamanuca-Inseln, Fidschi                     | Adam Klein                                                                               | Hannah Shapiro                                                                | Ken McNickle                                   | 10-0-0            | Die 20 Spieler wurden dem Alter nach in die Kategorien "Millennials" und "Generation X" unterteilt. |
| 34      | Survivor: Game Changers                       | Mamanuca-Inseln, Fidschi                     | Sarah Lacina (Survivor: Cagayan)                                                         | Brad Culpepper (Survivor: Blood vs. Water)                                    | Troy "Troyzan" Robertson (Survivor: One World) | 7-3-0             | Es treten 20 Spieler an, die bereits einmal gespielt und das Spiel prägend verändert haben. |
| 35      | Survivor: Heroes vs. Healers vs. Hustlers     | Mamanuca-Inseln, Fidschi                     | Ben Driebergen                                                                           | Chrissy Hofbeck                                                               | Ryan Ulrich                                    | 5-2-1             | Es treten 18 Spieler an, die den Berufungen nach in "Heroes", "Healers" und "Hustlers" eingeteilt waren. |
| 36      | Survivor: Ghost Island                        | Mamanuca-Inseln, Fidschi                     | Wendell Holland                                                                          | Domenick Abbate                                                               | Laurel Johnson                                 | 6-5-0             | Auf einer Insel, "Ghost Island", können Spieler nach Talismanen suchen, die in vergangenen Staffeln zu Fehlern führten. |
| 37      | Survivor: David vs. Goliath                   | Mamanuca-Inseln, Fidschi                     | Nick Wilson                                                                              | Mike White                                                                    | Angelina Keeley                                | 7-3-0             | Es treten 20 Spieler an, die nach ihren Lebensläufen als "David"s oder "Goliath"s eingeteilt waren. |
| 38      | Survivor: Edge of Extinction                  | Mamanuca-Inseln, Fidschi                     | Chris Underwood                                                                          | Gavin Whitson                                                                 | Julie Rosenberg                                | 9-4-0             | Rausgewählte Spieler konnten nach ihrer Rauswahl das Spiel verlassen oder zur "Edge of Extinction" ziehen, wo sie an 2 Punkten ins Spiel zurückkehren können. Dadurch konnten auch Spieler über den Sieger bestimmen, die vor dem Merge ausgeschieden waren. |
| 39      | Survivor: Island of the Idols                 | Mamanuca-Inseln, Fidschi                     | Tommy Sheehan                                                                            | Dean Kowalski                                                                 | Noura Salman                                   | 8-2-0             | Die früheren Sieger Sandra Diaz-Twine und Rob Mariano kehren als Mentoren auf der "Island of the Idols" zurück, nehmen aber nicht am Spiel teil. |
| 40      | Survivor: Winners at War                      | Mamanuca-Inseln, Fidschi                     | Tony Vlachos (Survivor: Cagayan und Survivor: Game Changers)                             | Natalie Anderson (Survivor: San Juan Del Sur)                                 | Michele Fitzgerald (Survivor: Kaôh Rōng)       | 12-4-0            | Es traten 20 frühere Gewinner um ein Preisgeld von zwei Millionen US-Dollar gegeneinander an. Tony Vlachos wurde zum zweiten zweifachen Gewinner von Survivor gekürt. |
| 41      | Survivor 41                                   | Mamanuca-Inseln, Fidschi                     | Erika Casupanan                                                                          | Deshawn Radden                                                                | Xander Hastings                                | 7–1–0             | Erste Staffel, die aufgrund der COVID-19-Pandemie über 26 statt 39 Tage ausgetragen wurde. |
| 42      | Survivor 42                                   | Mamanuca-Inseln, Fidschi                     | Maryanne Oketch                                                                          | Mike Turner                                                                   | Romeo Escobar                                  | 7–1–0             | |
| 43      | Survivor 43                                   | Mamanuca-Inseln, Fidschi                     | Mike Gabler                                                                              | Cassidy Clark                                                                 | Owen Knight                                    | 7–1–0             | |
| 44      | Survivor 44                                   | Mamanuca-Inseln, Fidschi                     | Yam Yam Arocho                                                                           | Heidi Lagares-Greenblatt                                                      | Carolyn Wiger                                  | 7–1–0             | |
| 45      | Survivor 45                                   | Mamanuca-Inseln, Fidschi                     | Dee Valladares                                                                           | Austin Li Coon                                                                | Jake O'Kane                                    | 5–3–0             | |
| 46      | Survivor 46                                   | Mamanuca-Inseln, Fidschi                     | Kenzie Petty                                                                             | Charlie Davis                                                                 | Ben Katzman                                    | 5–3–0             | |
| 47      | Survivor 47                                   | Mamanuca-Inseln, Fidschi                     | Rachel LaMont                                                                            | Sam Phalen                                                                    | Sue Smey                                       | 7–1–0             | |
| 48      | Survivor 48                                   | Mamanuca-Inseln, Fidschi                     | Kyle Fraser                                                                              | Eva Erickson                                                                  | Joe Hunter                                     | 5–2–1             | |